# Джорджуло
Джорджуло или Костараджката крепост (на гръцки: Παλιόκαστρο, Ψέλια, Κάστρο Κωσταραζίου) е средновековна крепост, чиито останки се намират над костурското село Ново Костараджа (Нео Костарази), Гърция.

## Местоположение
Крепостта е разположена на върха на едноименния връх Джорджуло (1045 m) в Саракина, североизточно над Ново Костараджа  (Нео Костарази) и югозападно от Костараджа (Палео Костарази). Югоизточно под крепостта минава река Бистрица (Алиакмонас), по която в Античността е основният проход от Елимия към Орестида. В Средновековието оттук продължават да минават важни пътища, свързващи Солун с Авлона и Драч с Лариса. За охрана на прохода са строени в различните епохи серия от крепости.

## Име
До 1969 година името на върха е Джорджуло (Τσόρτζουλο). В същата година е прекръстен на Палиокастро (Παλιόκαστρο), в превод Стара крепост. Употребява се и името Пселия (Ψέλια).

## История
Крепостта е издигната в края на римската епоха, в началото на IV век, и съществуването ѝ продължава според находките поне до VI век, но вероятно и до средновизантийските години. Археологът Николаос Муцопулос твърди, че единствената кула на крепостта е преустроена от Юстиниан I, но е трудно тя да се идентифицира с някоя от крепостите, които той обновява в средата на VI век, когато е основан Костур.
Руините са идентифицирани в 1939 година при управлението на Йоанис Метаксас по време на изграждането на укрепления на втората линия на отбрана на границата.

## Описание
Крепостта заема голяма площ и има кръгла форма. Вътре в нея има следи от къщи, укрепена кула и раннохристиянска базилика. Освен това тук са намерени около 25 бронзови монети, датиращи от времето на император Валентиниан II (375 – 392) до годините на Юстиниан Ι (527 – 565).